# Catoria
Catoria är ett släkte av fjärilar. Catoria ingår i familjen mätare.

## Dottertaxa tillCatoria, i alfabetisk ordning[1]
- Catoria affinis
- Catoria baryconia
- Catoria camelaria
- Catoria carbonata
- Catoria cinygma
- Catoria contraria
- Catoria delectaria
- Catoria halo
- Catoria hemiprosopa
- Catoria kalisi
- Catoria linearia
- Catoria longistigma
- Catoria lucidata
- Catoria maturata
- Catoria misticia
- Catoria olivescens
- Catoria parva
- Catoria plesia
- Catoria psimythota
- Catoria saturata
- Catoria spilotaria
- Catoria subalbata
- Catoria subflavaria
- Catoria sublavaria
- Catoria subnata
- Catoria tamsi
- Catoria tenax
- Catoria timorensis
- Catoria velutinaria
- Catoria vernans
- Catoria viridaria
- Catoria viridis